# Margaux Pinot
Pour les articles homonymes, voir Pinot.
Margaux Pinot, née le 6 janvier 1994 à Besançon, est une judoka française évoluant dans la catégorie poids moyens, des moins de 70 kg. Elle évoluait auparavant dans la catégorie de 63 kg (poids mi-moyens).
Elle compte à son palmarès une médaille de bronze lors des Championnats d'Europe 2017 avant de remporter un titre continental aux Jeux européens 2019 de Minsk. Lors de cette même année, elle remporte une médaille de bronze aux Championnats du monde de Tokyo. Elle est sacrée championne d'Europe en 2020. Elle fait partie de l'équipe de France qui s'impose en finale de la compétition par équipes des Jeux olympiques 2020 à Tokyo.
Elle remporte son premier titre mondial à Abou Dabi le 22 mai 2024, à l'âge de 30 ans, face à sa compatriote Marie-Ève Gahié.

## Biographie

### Enfance et jeunesse
Née le 6 janvier 1994 à Besançon, Margaux Pinot est d'abord licenciée au Cercle de Judo de Vesoul puis au club de l'ACS Peugeot-Citroën-Mulhouse de 2008 à 2014.

### Carrière sportive
Margaux Pinot rejoint ensuite le Levallois SC jusqu'en 2016. En désaccord sur le plan financier avec leur club, Priscilla Gneto, Astride Gneto, Linsay Tsang Sam Moi, Madeleine Malonga et Margaux Pinot rejoignent le club de l'Étoile Sportive de Blanc-Mesnil en septembre 2016,.
Elle remporte sa première grande médaille internationale en remportant le titre mondial par équipes lors des mondiaux 2014 où la France s'impose trois à deux face aux Mongoles. Elle remporte aux Championnats d'Europe de judo 2017 la médaille d'argent dans la catégorie des moins de 63 kg. Elle remporte le titre européen avec l'équipe de France, celle-ci s'imposant face à la Pologne sur le score de cinq à zéro. En août, elle échoue en quarts de finale lors des championnats du monde de Budapest.
Dans la catégorie des moins de 70 kg, elle obtient la médaille de bronze aux Jeux méditerranéens de 2018 à Tarragone, la médaille d'or aux Jeux européens de 2019 à Minsk et la médaille de bronze aux Championnats du monde de judo 2019 à Tokyo.
Elle obtient la médaille d'or en moins de 70 kg aux Championnats d'Europe de judo 2020 à Prague. L'année suivante, elle s'incline en finale des Championnats d'Europe à Lisbonne contre la Néerlandaise Sanne van Dijke. Malgré cette défaite, profitant de l'élimination prématurée de la n°1 mondiale Marie-Ève Gahié, sa concurrente française dans cette catégorie, elle est sélectionnée pour les Jeux olympiques de Tokyo. Elle s'incline lors de son premier combat, face à Elisavet Teltsidou (en), concédant trois pénalités. Intégrée à l'équipe de France lors du quart de finale de la compétition par équipes face aux Israéliens, elle apporte le point décisif en s'imposant dans le golden score. La France, où Clarisse Agbegnenou est intégrée dans l'équipe à la place de Margaux Pinot, s'impose ensuite quatre à zéro face aux membres de l'équipe représentant le Comité olympique de Russie puis s'impose en finale face au Japon sur le score de quatre à un.
Après une altercation violente avec son entraîneur Alain Schmitt en novembre 2021, elle quitte début 2022 le club de Blanc-Mesnil après une victoire au Grand slam de Paris pour rejoindre le Red Star Club de Montreuil.
Militaire en tant que sportive de haut niveau, elle est promue sergent en avril 2022.
Lors des championnats d'Europe de judo 2022 à Sofia, elle s'incline en quart de finale face à sa compatriote Marie-Ève Gahié. Elle se hisse en finale de repêchage ou elle décroche la médaille de bronze en battant l'Autrichienne Michaela Polleres.
Pinot n'est pas sélectionnée pour les Jeux olympiques de 2024 disputés à Paris, Marie-Ève Gahié lui étant préférée dans cette catégorie. En février 2024, Pinot est troisième du Grand Chelem de Paris.

### Vie privée
Le 16 octobre 2020, Margaux Pinot et Madeleine Malonga font l’objet d’une plainte pour « injures publiques » et « violence préméditée » auprès du parquet de Créteil (Val-de-Marne), déposée par Astride Gneto, leur coéquipière en club et chez les Bleues, comme l’a révélé le quotidien L'Équipe. Une instruction disciplinaire fédérale est ouverte le 29 octobre 2020.
En novembre 2021, Margaux Pinot porte plainte pour violences conjugales contre son compagnon et entraîneur Alain Schmitt qui, jugé en comparution immédiate, est relaxé par le tribunal correctionnel de Bobigny qui estime n'avoir « pas assez de preuves de culpabilité ». Cette plainte fait suite à une altercation qui serait survenue alors que ce dernier, après l’avoir rejointe à son domicile, envisageait de partir pour Israël entraîner l’équipe nationale féminine. Les jours qui suivent, les deux athlètes s’affrontent par médias interposés, interventions au cours desquelles les stigmates de leur violente dispute sont visibles sur leurs visages. Les diverses blessures occasionnées ont conduit à la délivrance d’interruptions temporaires de travail de dix et quatre jours, respectivement pour Margaux Pinot et Alain Schmitt,.
Après un appel du parquet, Alain Schmitt est relaxé en seconde instance au mois de juin 2022,.

## Palmarès

### Compétitions internationales
| Année | Compétition                   | Lieu      | Résultat | Catégorie      |
| ----- | ----------------------------- | --------- | -------- | -------------- |
| 2009  | Championnats d'Europe juniors | Koper     | 1re      | Moins de 57 kg |
| 2010  | Championnats d'Europe cadets  | Teplice   | 2e       | Moins de 63 kg |
| 2011  | Championnats d'Europe juniors | Lommel    | 1re      | Moins de 63 kg |
| 2012  | Championnats d'Europe juniors | Porec     | 1re      | Moins de 63 kg |
| 2013  | Championnats du monde juniors | Ljubljana | 3e       | Moins de 63 kg |
| 2015  | Universiade                   | Gwangju   | 3e       | Moins de 70 kg |
| 2017  | Championnats d'Europe         | Varsovie  | 2e       | Moins de 63 kg |
| 2018  | Jeux méditerranéens           | Tarragone | 3e       | Moins de 70 kg |
| 2019  | Jeux européens                | Minsk     | 1er      | Moins de 70 kg |
| 2019  | Championnats du monde         | Tokyo     | 3e       | Moins de 70 kg |
| 2020  | Championnats d'Europe         | Prague    | 1re      | Moins de 70 kg |
| 2021  | Championnats d'Europe         | Lisbonne  | 2e       | Moins de 70 kg |
| 2022  | Championnats d'Europe         | Sofia     | 3e       | Moins de 70 kg |
| 2024  | Championnats du monde         | Abou Dabi | 1er      | Moins de 70 kg |

Outre ses médailles individuelles, elle obtient des médailles dans des compétitions par équipes :
| Année | Compétition                   | Lieu         | Résultat |
| ----- | ----------------------------- | ------------ | -------- |
| 2013  | Championnats du monde Juniors | Ljubljana    | 2e       |
| 2014  | Championnats du monde         | Tcheliabinsk | 1re      |
| 2016  | Championnats d'Europe         | Kazan        | 3e       |
| 2017  | Championnats d'Europe         | Varsovie     | 1re      |
| 2019  | Championnats du monde         | Tokyo        | 2e       |
| 2021  | Jeux olympiques               | Tokyo        | 1re      |
| 2022  | Championnats du monde         | Tachkent     | 2e       |
| 2022  | Championnats d'Europe         | Mulhouse     | 1re      |
| 2023  | Championnats du monde (mixte) | Doha         | 2e       |
| 2024  | Championnats du monde (mixte) | Abou Dabi    | 2e       |

Elle obtient également des podiums lors de compétitions de club :
| Année | Compétition    | Lieu     | Résultat | Club              |
| ----- | -------------- | -------- | -------- | ----------------- |
| 2018  | Europa League. | Bucarest | 2e       | ESBM Blanc-Mesnil |

### Tournois Grand Chelem et Grand Prix
| Année | Compétition  | Lieu       | Résultat | Catégorie      |
| ----- | ------------ | ---------- | -------- | -------------- |
| 2013  | Grand Prix   | Abu Dhabi  | 3e       | Moins de 70 kg |
| 2014  | Grand Prix   | Samsun     | 3e       | Moins de 70 kg |
| 2015  | Grand Chelem | Paris      | 3e       | Moins de 70 kg |
| 2016  | Grand Prix   | Samsun     | 1re      | Moins de 63 kg |
| 2016  | Grand Prix   | Almaty     | 1re      | Moins de 63 kg |
| 2016  | Grand Chelem | Tokyo      | 3e       | Moins de 63 kg |
| 2017  | Grand Chelem | Paris      | 3e       | Moins de 63 kg |
| 2018  | Grand Chelem | Abu Dhabi  | 1re      | Moins de 70 kg |
| 2018  | Grand Chelem | Osaka      | 3e       | Moins de 70 kg |
| 2019  | Grand Chelem | Paris      | 2e       | Moins de 70 kg |
| 2019  | Grand Prix   | Marrakech  | 1re      | Moins de 70 kg |
| 2020  | Grand Chelem | Düsseldorf | 3e       | Moins de 70 kg |
| 2020  | Grand Chelem | Budapest   | 2e       | Moins de 70 kg |
| 2021  | Grand Chelem | Tel Aviv   | 1re      | Moins de 70 kg |
| 2022  | Grand Chelem | Paris      | 1re      | Moins de 70 kg |
| 2022  | Grand Chelem | Antalya    | 3e       | Moins de 70 kg |
| 2023  | Grand Chelem | Tel Aviv   | 1re      | Moins de 70 kg |
| 2023  | Grand Prix   | Douchanbé  | 1re      | Moins de 70 kg |
| 2024  | Grand Chelem | Paris      | 3e       | Moins de 70 kg |
| 2024  | Grand Chelem | Tachkent   | 2e       | Moins de 70 kg |

## Décorations
- Chevalière de la Légion d'honneur (2021)[28]